# Montuny
Montuny (biał. Мантуны; ros. Мантуны) – wieś na Białorusi, w obwodzie grodzieńskim, w rejonie werenowskim, w sielsowiecie Misiewicze.
W dwudziestoleciu międzywojennym leżały w Polsce, w województwie nowogródzkim, w powiecie lidzkim, do 11 kwietnia 1929 w gminie Zabłoć, następnie w gminie Wawiórka. Po II wojnie światowej w granicach Związku Radzieckiego. Od 1991 w niepodległej Białorusi.